# Központi járás (Tolna vármegye)
A Központi járás a Szekszárdi járás elődje volt a (történelmi) Tolna vármegyében Szekszárd központtal. A járás
székhelye, Szekszárd ekkoriban külön törvényhatóság, rendezett tanácsú város volt, nem volt része a járásnak. A járás az 1950-es megyerendezés során változtatott nevet, „szűnt meg”.

## Települései 1913-ban
- Alsónána
- Alsónyék
- Báta
- Bátaszék
- Decs
- Gindlicsalád (ma Tengelic)
- Harc
- Mözs
- Őcsény
- Sárpilis
- Sióagárd
- Simonmajor (ma Fácánkert)
- Szedres]
- Tolna
- Várdomb

A korábban a Duna bal partján lévő, a folyó 1854-es szabályozása miatt a bal partról a jobb partra kerülő Bogyiszlót Pest-Pilis-Solt-Kiskun vármegye területétől 1931. január elsején csatolták át a Központi járáshoz, Tolna vármegyéhez.